# Sipalus
Sipalus är ett släkte av skalbaggar. Sipalus ingår i familjen Dryophthoridae.

## Dottertaxa tillSipalus, i alfabetisk ordning[1]
- Sipalus aloysii-sabaudiae
- Sipalus aurivillii
- Sipalus bracteolatus
- Sipalus brevis
- Sipalus burmeisteri
- Sipalus chinensis
- Sipalus cristatus
- Sipalus cylindraceus
- Sipalus elephas
- Sipalus formosanus
- Sipalus gigas
- Sipalus grandis
- Sipalus granulatus
- Sipalus guineensis
- Sipalus hypocrita
- Sipalus immundus
- Sipalus leprosus
- Sipalus luteosignatus
- Sipalus madecassus
- Sipalus memnonius
- Sipalus mendicus
- Sipalus misumenus
- Sipalus morbillosus
- Sipalus papulatus
- Sipalus porosus
- Sipalus porriginosus
- Sipalus rubetra
- Sipalus rugicollis
- Sipalus scutellaris
- Sipalus sphacelatus
- Sipalus squalidus
- Sipalus striatus
- Sipalus subulatus
- Sipalus tinctus